# Georg Rainer Hofmann

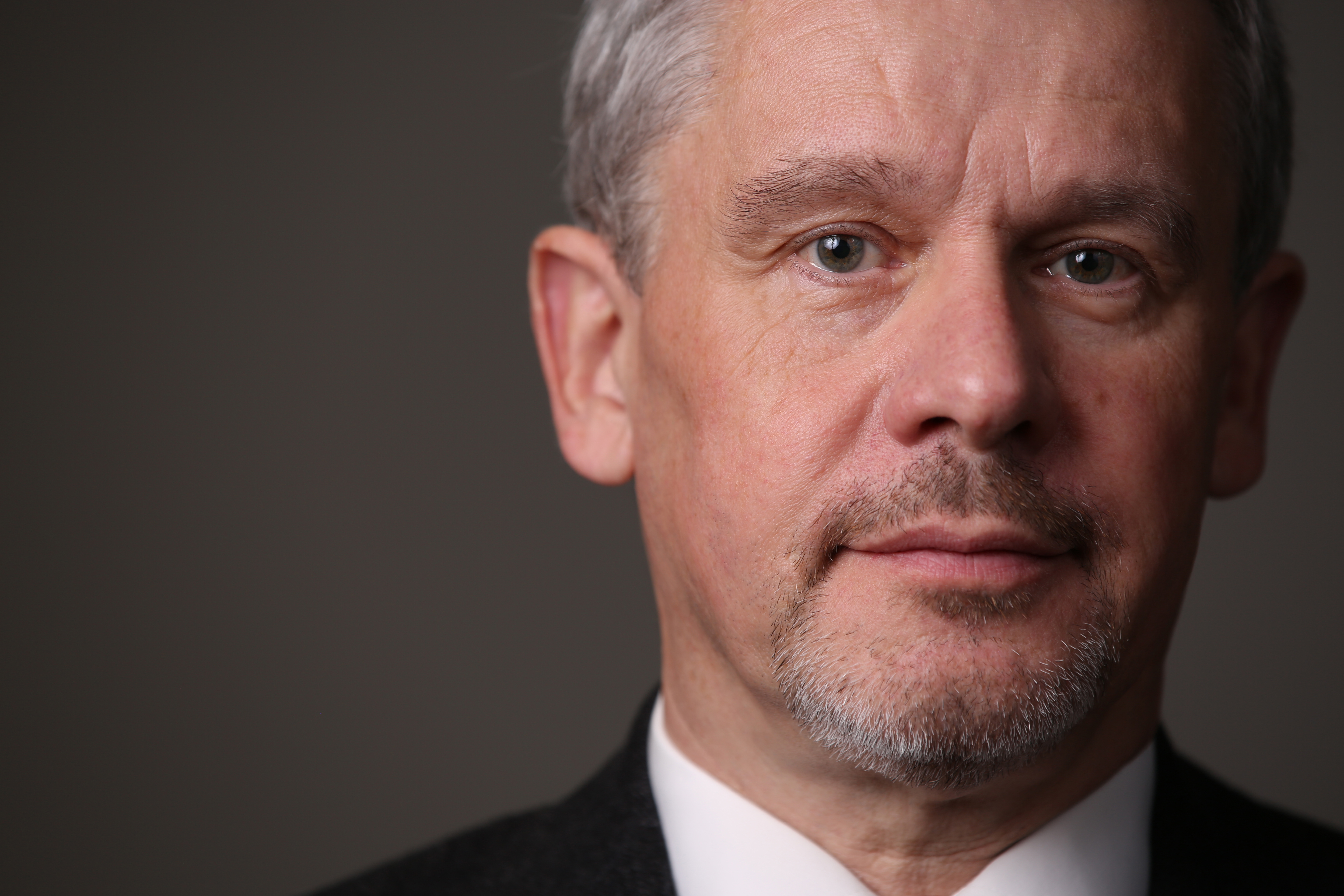
Georg Rainer Hofmann

Georg Rainer Hofmann (* 10. November 1961 in Rimhorn, Odenwald) ist ein deutscher Informatiker und Professor an der TH Aschaffenburg. Zusammen mit Wolfgang Alm leitet Hofmann das Information Management Institut an der TH Aschaffenburg.

## Werdegang
Nach dem Studium der Informatik mit den Nebenfächern Volkswirtschaftslehre und Philosophie an der TU Darmstadt promovierte Hofmann 1991 bei José Luis Encarnação (TU Darmstadt) und Peter Stucki (Universität Zürich) zum Dr.-Ing. über das technisch-philosophischen Thema des Naturalismus in der Computergraphik.
Von 1987 bis 1992 war er wissenschaftlicher Mitarbeiter und Abteilungsleiter im Fraunhofer-Institut für Graphische Datenverarbeitung in Darmstadt sowie von 1993 bis 1996 Berater (Prokurist) bei der KPMG in Frankfurt am Main und Berlin.
Seit 1996 ist er Professor für Datenverarbeitung und Unternehmensführung an der TH Aschaffenburg. 2011 gründete er dort mit Wolfgang Alm das Information Management Institut (IMI) und den IMI-Verlag.
Von 1999 bis 2009 war er Dozent im Master-Studiengang Wirtschaftsinformatik an der Universität Liechtenstein und von 1995 bis 2017 Dozent im MBA-Studiengang Business Integration an der Universität Würzburg.
Hofmann war von 2011 bis 2019 der Sprecher der Kompetenzgruppe E-Commerce des eco – Verband der Internetwirtschaft und seit 1993 Sprecher der Fachgruppe Software- und Service-Markt (WI-SWSM) der Gesellschaft für Informatik.
Er ist seit 2020 Mitglied der Gemeinsamen Ethikkommission der Hochschulen Bayerns.

## Forschungsthemen
Hofmann verfolgt einen kritisch-rationalen Diskurs der Analyse unmittelbar praxisrelevanter Fragen der Unternehmensführung und ihrer Wechselwirkung mit technischen, gesellschaftlichen und ethischen Fragen.
- Digitale Prozesse und Digitale Märkte – Professional Service Firm
- Akzeptanz von Informations- und anderen Systemen und Verfahren – Case-based Evidence
- Ethische Fragen in Technik und Ökonomie – Nicht-normative Ethik.

## Publikationen
Monographien
- Naturalismus in der Computergraphik, Springer 1992, ISBN  978-3-540-55265-9.
- Beratungsbetriebslehre – ein gestaltungsorientiertes Modell und Kompendium für die Wirtschaftsinformatik, Forschungsbericht Nr. 2010-01, TU Ilmenau, 2010
- mit Meike Schumacher: Studie zur Akzeptanz von Cloud Computing, EuroCloud Deutschland_eco e.V., EuroCloud Austria, 2012, Köln, Wien, 2. Aufl. 2014
- mit Meike Schumacher: Case-based Evidence – Grundlagen und Anwendung. Prognose und Verbesserung der Akzeptanz von Produkten und Projekten, Springer Vieweg, Wiesbaden 2016, ISBN 978-3-658-10612-6.
- mit Meike Schumacher: Akzeptanzfaktoren des E-Invoicing („Elektronische Rechnung“), Köln, 2016
- mit Fabian König: Die Kostenstellen der Barmherzigkeit. Caritative Dienstleistung im Spannungsfeld von Nachhaltigkeit, Professionalität und Finanzierbarkeit. Lambertus Verlag, Freiburg im Breisgau 2017, ISBN 978-3-7841-2955-6.
- mit Meike Schumacher: Akzeptanzfaktoren des E-Invoicing („Elektronische Rechnung“), 2. ergänzte und überarbeitete Auflage, Köln, 2018
- Impulse nicht-normativer Ethik für die Ökonomie. Die Evangelien zu Geld und Ruin, zu Versagen und Neubeginn, Nomos Verlag, Baden-Baden 2018, ISBN 978-3-8487-5089-4.
- Das Weinberg-Paradoxon. Kann es gutes Fehlverhalten geben? Ein Essay über nicht-normative Ethik, wbg, Darmstadt 2019, ISBN 978-3-53440318-9.
- Globale Provinz. Entdeckung und Besiedlung der digitalen Welt 1980 bis 2020, Vergangenheitsverlag, Berlin, 2022, ISBN 978-3-86408-277-1[4]

Buchbeiträge
- Auf dem Weg in die Informationsgesellschaft: Arbeit der Zukunft – Zukunft der Arbeit? – Zehn Thesen mit Erläuterungen, in: Britzelmaier et Geberl: Information als Erfolgsfaktor; Stuttgart, Leipzig, 2000
- Software- und Service-Markt – IT-Beratung, in: Disterer et al.: Taschenbuch  der Wirtschaftsinformatik, Leipzig, 2000
- Wissensmanagement (Knowledge Asset Management – KAM) in Beratungsbetrieben – Zur Bewertung und Verwaltung von personifizierten und kodifizierten Wissenseinheiten als Vermögenswerte, in: Britzelmaier et al.: „Informationsmanagement – Herausforderung und Perspektiven“, Stuttgart und Leipzig, 2001
- Die Folgen einer rational-ökonomischen Wissensbewirtschaftung für Unternehmensführung und Forschungsmanagement, in: Weinmann et al. „Impulse aus der Wirtschaftsinformatik“, Heidelberg, 2004
- Rational-ökonomische Wissensbewirtschaftung als Aufgabe der Unternehmensführung in Beratungsbetrieben, in: Schlegel et Spath: „Entwicklung innovativer Dienstleistungen“, Stuttgart, 2005
- Digitale Ethik, in: Wolfram P. Brandes (Hrsg.): Digitale Heimat Verortung und Perspektiven.  Marix Verlag, Wiesbaden, 2020

Eigenverlag des Information Management Instituts (IMI Verlag):
- Zur sozio-ökonomischen Positionierung von Sozialstationen in kirchlicher Trägerschaft. Konsequenzen für Unternehmensführung und -ethik aus der Refinanzierungszusage nach Lukas 10, 25-37, IMI Verlag, Aschaffenburg, 2015
- Das Scheitern und die Katharsis des Petrus als führungsethischer Topos – die Mikro-Tragödie der „Verleugnungserzählung“ nach Markus 14 – 29-31, 54, 66-72, IMI-Verlag, Aschaffenburg 2017, ISBN 978-3-9815120-8-3
- (Hrsg.): Digital. Konzertiert. Aktiv. Die Transformation der Arbeitswelt gemeinsam gestalten, IMI Verlag, Aschaffenburg 2019, ISBN 978-3-9818442-2-1
- Was ist und zu welchem Zweck braucht man eine „Sichere Identität“?  Grundlagen, Akzeptanzfragen und Gestaltungsaspekte des Identitätsmanagements, IMI-Verlag, Aschaffenburg 2021, ISBN 978-3-9823413-0-9